# Bitka za Sisak 1591.
Bitka za Sisak bila je prva od velikih bitaka za grad Sisak u pohodima bosanskog paše Hasan-paše Predojevića na Kraljevinu Hrvatsku.

## Političko-vojna pozadina
Predojević je vodio osmanske pohode na Hrvatsku. Ciljao je osvojiti sva još neosvojena područja uz rijeke Unu i Kupu, a posebno Sisak, onda zvanim "ključem Hrvatske", jer bi padom Siska bio otvoren put prema Zagrebu što je onda pretpostavljalo i konačno osvajanje čitave Hrvatske. Čim je postao bosanski paša, pokušao je zauzeti Sisak. Podsjeo je Sisak, ali bezuspješno.

## Ishod bitke
Predojevićev osvajački pohod nije uspio. Sljedeće godine ponovio je pokušaj.
U protuudaru i progonu Turaka oslobođena Moslavina. Turci u povlačenju pale okolinu Božjakovine i Vrbovca. Na to Hrvatski Sabor donio Odluku o sveopćem zemaljskom ustanku (insurekciji) na obranu domovine i o dostavi hrane vojsci. Time u ratnim okolnostima kad ban uputi poziv, u rat moraju poći svi plemići hrvatskog kraljevstva osobno, sve duhovne osobe, građani i kmetovi.